# Paralimnophila flavipes
Paralimnophila flavipes är en tvåvingeart som först beskrevs av Alexander 1922.  Paralimnophila flavipes ingår i släktet Paralimnophila och familjen småharkrankar. Inga underarter finns listade i Catalogue of Life.